# Marielle de Sarnez

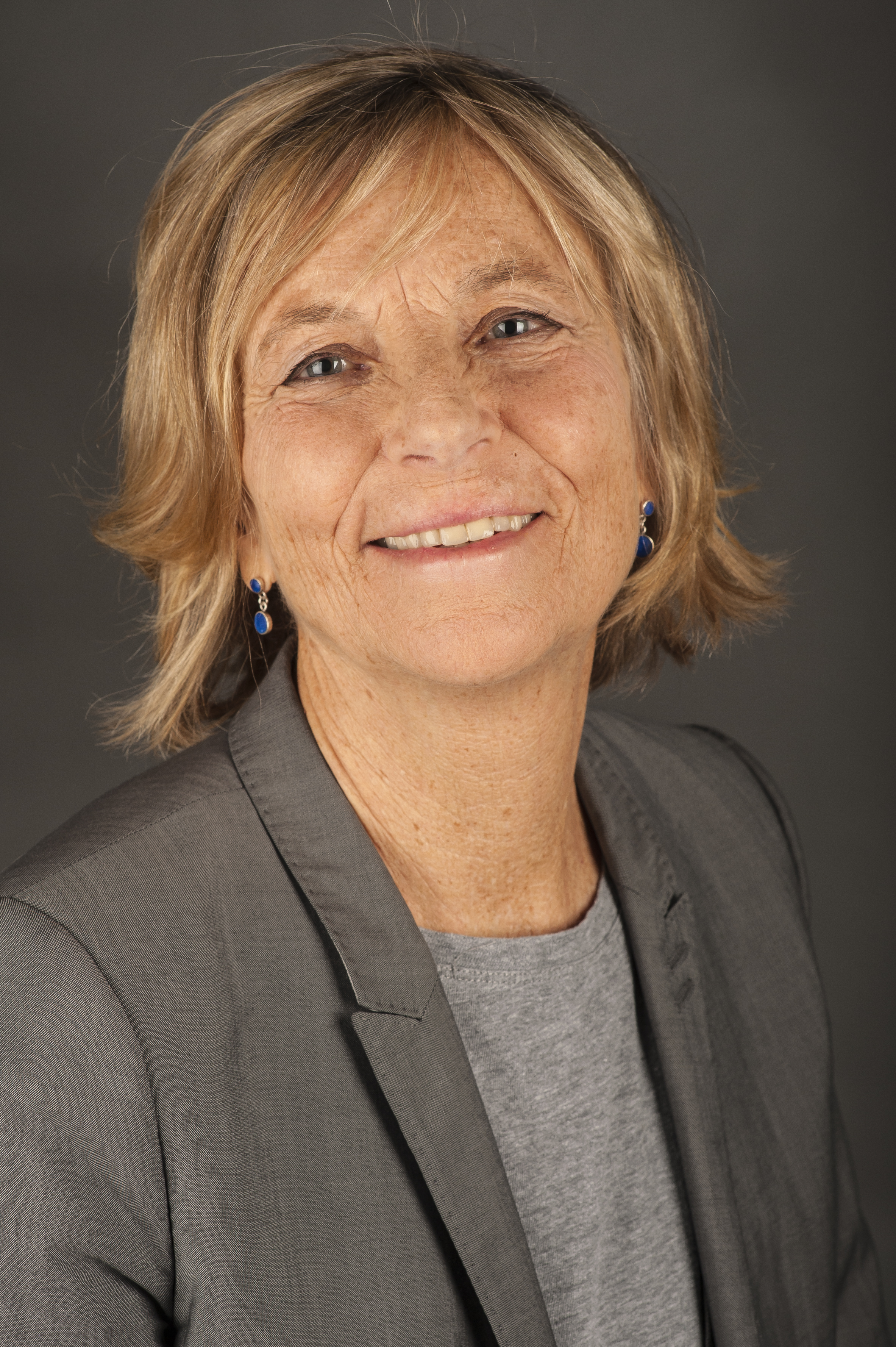
Marielle de Sarnez (2014)

Marielle Lebel de Sarnez (* 27. März 1951 im 7. Arrondissement von Paris; † 13. Januar 2021) war eine französische Politikerin des Mouvement démocrate. Von 1999 bis 2017 war sie Mitglied des Europäischen Parlaments und dabei zeitweise stellvertretende Vorsitzende der Allianz der Liberalen und Demokraten für Europa.

## Leben

### Jugend und Privatleben
Marielle de Sarnez’ Vater war der Résistance-Kämpfer und gaullistische Politiker Olivier de Sarnez (1927–2013). Sie begann ihr Engagement in der Politik, um die Kandidatur von Valéry Giscard d’Estaing bei der Präsidentschaftswahl 1974 zu unterstützen. Sie trat 1973 den Jeunes Républicains (Jugendorganisation der Républicains indépendants) bei, aus denen später das Mouvement des jeunes giscardiens („Bewegung der jungen Giscard-Unterstützer“) hervorging, deren Vizepräsidentin de Sarnez wurde. Zudem war sie Vizepräsidentin der European Democrat Students, einem europaweiten Zusammenschluss konservativer Studentenverbände. 1977 wurde sie hauptamtliche Mitarbeiterin der Parti républicain, Nachfolgepartei der Républicains indépendants. Im Folgejahr wirkte sie an der Gründung der Union pour la démocratie française (UDF) mit, einem Bündnis der bürgerlichen Parteien, die Giscards Präsidentschaft unterstützten.
1978 heiratete sie Philippe Augier, der sich ebenfalls bei der Giscard-Jugend engagiert hatte. Die beiden haben zwei Kinder, ließen sich aber 1988 scheiden und de Sarnez nahm wieder ihren Geburtsnamen an.

### Partei- und Wahlkampfmanagerin
In den 1970ern und 1980ern arbeitete sie für den UDF-Vorsitzenden Jean Lecanuet und die EU-Parlaments-Präsidentin Simone Veil. Sie war 1980 und 1981 Cheforganisatorin der fêtes de la Liberté, Großveranstaltungen der UDF, zu der im zweiten Jahr auch die Rockband The Police engagiert wurde. 1988 war sie Wahlkampfmitarbeiterin des UDF-Präsidentschaftskandidaten Raymond Barre. Im Jahr darauf wurde François Bayrou Generalsekretär der UDF und Marielle de Sarnez seine Stellvertreterin. Zudem übernahm sie die Position der Generalsekretärin des Oppositionsbündnisses aus UDF und gaullistischer RPR gegen die Regierung François Mitterrands.
Von 1993 bis 1997 war sie Beraterin François Bayrous in seiner Funktion als Bildungsminister. Seitdem ist sie ihm politisch nah geblieben. Im Jahr 1999 wurde sie Mitglied des Europäischen Parlaments. Weiterhin wurde sie 2001 Stadträtin von Paris. Als ein Großteil der Mitglieder der UDF, darunter der Gründer Giscard, 2002 zur UMP übertrat, verblieb de Sarnez in der von Bayrou geführten zentristischen Partei. Dies bestärkte die Freundschaft der beiden Politiker und bestätigte de Sarnez’ Rolle als „rechte Hand“ Bayrous. Die UDF verließ 2004 die christdemokratische Europäische Volkspartei und gründete mit anderen pro-europäischen Mitte-Parteien die Europäische Demokratische Partei (EDP), deren Generalsekretärin de Sarnez wurde. Im selben Jahr wurde sie als EU-Parlamentarierin wiedergewählt. 2006 wurde sie zur Vorsitzenden des Pariser UDF-Verbands gewählt.

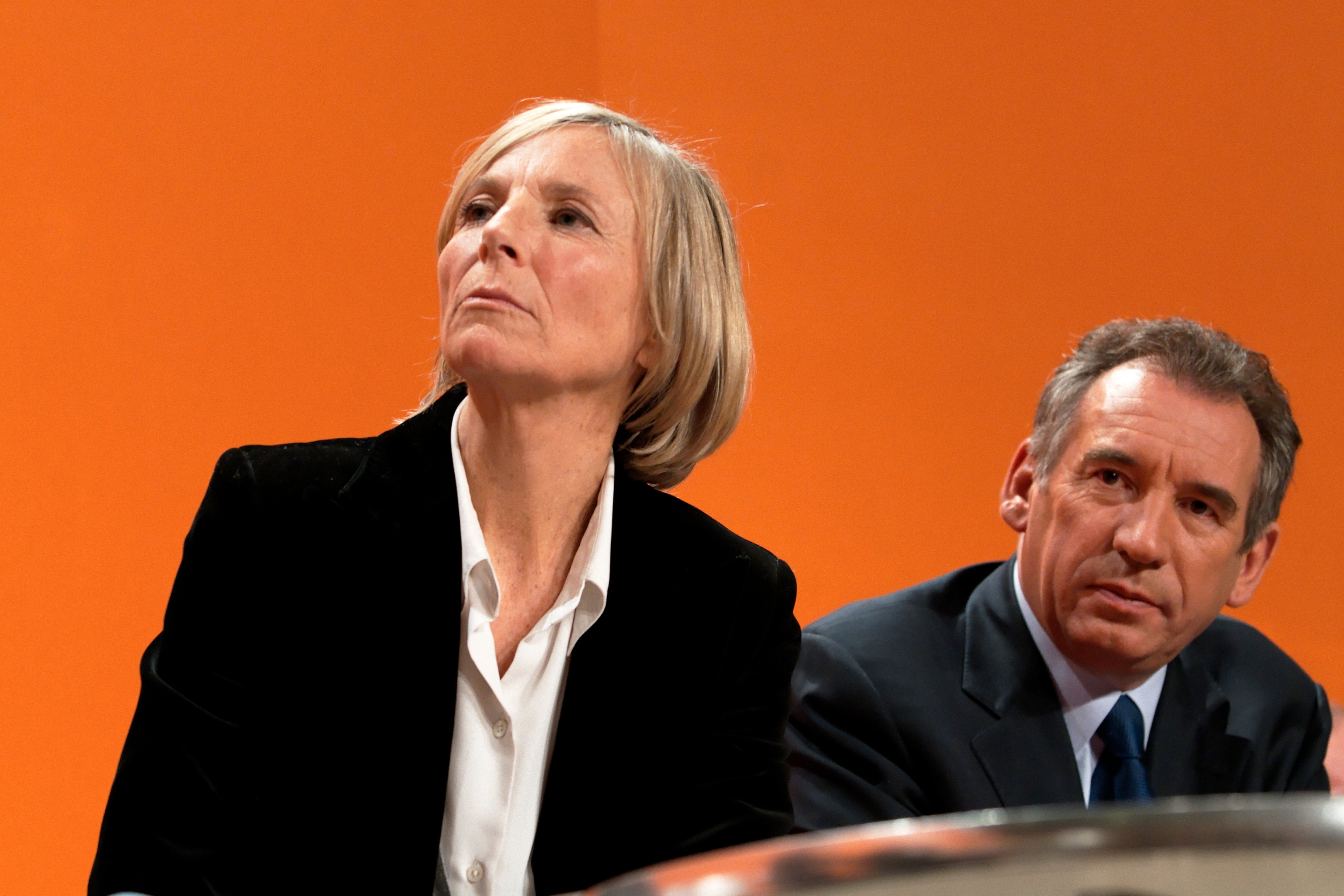
Sarnez mit François Bayrou (2008)

Zur Präsidentschaftswahl 2007 leitete sie die Wahlkampagne François Bayrous, der im ersten Wahlgang 18,6 % der Stimmen erhielt (vergleichsweise viel für einen UDF-Kandidaten). Nach dieser Wahl spaltete sich die UDF erneut und wandelte sich in das Mouvement démocrate (MoDem) um, dessen stellvertretende Vorsitzende de Sarnez wurde. Sie kandidierte bei der Parlamentswahl im Juni 2007 für die UDF/MoDem, die sich nun ganz in der Mitte positionierte und keine Absprachen mehr mit der weiter rechts stehenden UMP traf. Im 11. Wahlkreis von Paris erhielt sie 11,9 Prozent der Stimmen. Bei der Pariser Kommunalwahl im März 2008 war sie Spitzenkandidatin des MoDem, das auf 9,1 Prozent der Stimmen kam. Bei der Europawahl 2009 trat sie als Spitzenkandidatin des MoDem im Wahlkreis Île-de-France an und leitete die Wahlkampagne des Mouvement démocrate.

### Tätigkeit als EU-Abgeordnete
Von 1999 bis 2004 war de Sarnez Vorstandsmitglied der christdemokratischen EVP-Fraktion im Europäischen Parlament. Nachdem die UDF 2004 die EVP verlassen und mit der bisherigen Liberalen Fraktion die Fraktion der Allianz der Liberalen und Demokraten für Europa (ALDE) gebildet hatte, war de Sarnez bis zu ihrem Ausscheiden aus dem EU-Parlament 2017 stellvertretende Fraktionsvorsitzende. Sie gehörte von 2001 bis 2009 dem Ausschuss für Kultur und Bildung, von 2009 bis 2017 dem Ausschuss für internationalen Handel. Zudem war sie Delegierte in der Paritätischen Parlamentarischen Versammlung AKP-EU. Sie legte ihr Mandat am 17. Mai 2017 nach ihrer Ernennung zur Ministerin im Kabinett Philippe nieder.

### Ministerin und nationale Abgeordnete
Nach der Wahl von Emmanuel Macron zum französischen Staatspräsidenten wurde de Sarnez am 15. Mai 2017 zur beigeordneten Ministerin für Europaangelegenheiten in der neuen Regierung unter Édouard Philippe ernannt. Nur gut einen Monat später erklärte sie nach Aufkommen des Verdachts einer illegalen Beschäftigung von Mitarbeitern der MoDem-Europaabgeordneten für Parteizwecke ihren Verzicht auf das Ministeramt im Zuge der Neubildung der Regierung nach der Parlamentswahl an. Kurz vor ihr hatten bereits die beiden anderen Minister des MoDem, François Bayrou und Sylvie Goulard, ihren Rückzug erklärt.
Bei der Parlamentswahl 2017 wurde de Sarnez für den 11. Wahlkreis von Paris in die Nationalversammlung gewählt. Sie kündigte bei ihrem Rückzug als Ministerin an, nun den Vorsitz der Parlamentsfraktion des MoDem übernehmen zu wollen, zog aber kurz vor der Wahl zurück. Nachfolgerin als Ministerin wurde die bisherige Direktorin der Verwaltungshochschule ENA, Nathalie Loiseau. Von Juni 2017 bis zu ihrem Tod hatte de Sarnez den Vorsitz im Auswärtigen Ausschuss der Nationalversammlung inne.
Marielle de Sarnez starb im Januar 2021 im Alter von 69 Jahren.